# Габријел (ТВ серија)
„Габријел ” је југословенска телевизијска серија снимљена 1984. године у продукцији ТВ Загреб.

## Епизоде
| Сезона | Епизода | Назив   | Датум          |
| ------ | ------- | ------- | -------------- |
| 1      | 1       | Сјећање | 13. јула 1984. |
| 1      | 2       | Стела   | 14. јула 1984. |
| 1      | 3       | Новела  | 15. јула 1984. |

## Улоге
| Глумац                 | Улога                          |
| ---------------------- | ------------------------------ |
| Борис Бузанчић         | Габријел (2 еп. 1984)          |
| Цинтија Аспергер       | Новела (1 еп. 1984)            |
| Дарко Јанеш            | Новелин дечко (1 еп. 1984)     |
| Дубравка Милетић       | Стела (1 еп. 1984)             |
| Предраг Петровић       | Доктор 2 (1 еп. 1984)          |
| Звонимир Зоричић       | Доктор 1 (1 еп. 1984)          |
| Семка Соколовић Берток | Сања (непознат број епизода)   |
| Кораљка Хрс            | Кети (непознат број епизода)   |
| Вања Драх              | Муцек (непознат број епизода)  |
| Мирјана Мајурец        | Сека (непознат број епизода)   |
| Звонимир Торјанац      | Газда (непознат број епизода)  |
| Зоран Покупец          | Сусјед (непознат број епизода) |
| Лела Маргитиц          | Сузана (непознат број епизода) |

Комплетна ТВ екипа  ▼
| Редитељ                   | Едуард Томичић   | (непознат број епизода)                         |
| Сценариста                | Жељко Сенечић    | (непознат број епизода)                         |
| Продуцент                 | Палма Каталинић  | продуцент (непознат број епизода)               |
| Продуцент                 | Горан Угрин      | продуцент (непознат број епизода)               |
| Композитор                | Лука Кунчевић    | (непознат број епизода)                         |
| Директор фотографије      | Тихомир Марељ    | (непознат број епизода)                         |
| Директор фотографије      | Крунослав Тишљар | (непознат број епизода)                         |
| Mонтажер                  | Ивица Голик      | (непознат број епизода)                         |
| Mонтажер                  | Жељко Гргурић    | (непознат број епизода)                         |
| Mонтажер                  | Круно Кусец      | (непознат број епизода)                         |
| Костимограф               | Ана Бузанчић     | (непознат број епизода)                         |
| Одсек за шминку           | Звјездана Фекеза | шминкерка (непознат број епизода)               |
| Помоћник режије           | Дуња Маркићевић  | први помоћник редитеља (непознат број епизода)  |
| Помоћник режије           | Нена Нола        | други помоћник редитеља (непознат број епизода) |
| Уметнички одсек           | Жељко Сенечић    | сценски радник (непознат број епизода)          |
| Одсек за звук             | Драган Ковачевић | тонски сарадник (непознат број епизода)         |
| Одсек за звук             | Жарко Пиљек      | микроман (непознат број епизода)                |
| Одсек за камеру и расвету | Борис Поповић    | сценски мајстор (непознат број епизода)         |
| Остала екипа              | Анте Радовчић    | (непознат број епизода)                         |